# Anthony Joseph Bevilacqua
Anthony Joseph kardinál Bevilacqua (17. června 1923, New York – 31. ledna 2012, Wynnewood) byl americký římskokatolický kněz, filadelfský arcibiskup a kardinál.

## Život
Pocházel z jedenácti sourozenců rodiny jihoitalských emigrantů. Po seminárních studiích byl roku 1943 vysvěcen na kněze v brooklynské katedrále svatého Jakuba. Po tříletém působení v newyorských farnostech odešel studovat do Říma, kde absolvoval studia kanonického práva na Papežské univerzitě Gregoriana. V USA ještě následně vystudoval politickou vědu a občanské právo.
Od šedesátých let působil jako kancléř brooklynské diecéze a od října 1980 jako její pomocný biskup. Biskupské svěcení přijal 24. listopadu 1980. O dva roky později jej papež Jan Pavel II. jmenoval biskupem pittsburské diecéze a následně v únoru 1988 filadelfským arcibiskupem. V této funkci se zúčastnil v červnu 1989 v Prachaticích pouti ke svému předchůdci, svatému Janu Nepomuku Neumannovi.  
Kardinálem byl jmenován při konzistoři v červnu 1991. Papež Benedikt XVI. v kondolenčním telegramu zdůraznil, že kardinál Bevilaqua dlouhodobě usiloval o sociální spravedlnost, věnoval zvláštní pastorační péči přistěhovalcům a po druhém Vatikánském koncilu přispěl svým odborným posudkem k revizi kanonického práva. 